# You'll See
 (février 2015).
Si vous disposez d'ouvrages ou d'articles de référence ou si vous connaissez des sites web de qualité traitant du thème abordé ici, merci de compléter l'article en donnant les références utiles à sa vérifiabilité et en les liant à la section « Notes et références ».
Singles de Madonna
Human Nature
(1995) One More Chance
(1995)
Pistes de Something to Remember
Take a Bow
(3) Crazy for You
(5)
You'll See est une chanson de l'artiste américaine Madonna. Elle sort en single le 30 octobre 1995 sous le label Warner Bros. Records, en tant que premier extrait de la compilation de ballades Something to Remember. Cet album a été publié dans le but d'édulcorer l'image de Madonna, très critiquée à l'époque. Co-écrite et co-produite par David Foster, la chanson, décrite comme "le cri d'une lionne trop longtemps attachée", a reçu d'excellentes critiques.
C'est Michael Haussman qui s'est chargé de réaliser le clip, qui est la suite de celui de Take a Bow. Il existe une version en espagnol, signée par l'auteur-compositeur Paz Martinez, qui a également bénéficié d'un clip et qui se trouve sur l'édition latino-américaine de Something to Remember.

## Genèse
Après une période riche en controverses, la vie privée de Madonna a pris le pas sur sa carrière musicale. J. Randy Taraborrelli, l'auteur de Madonna: An Intimate Biography, a souligné le fait que bon nombre des chansons de Madonna n'ont pas été appréciées à leur juste valeur. Selon lui, la chanteuse a publié Something to Remember "soit pour prouver quelque chose, soit pour honorer un contrat", mais qu'en tout cas "cette collection de 14 chansons d'amour [...] est là pour affirmer son identité". À propos de cet album, Madonna a déclaré : "Durant les dix dernières années, j'ai produit tellement de controverses que personne n'a prêté attention à ma musique. C'est comme si les chansons avaient été oubliées. Même si je n'ai aucun regret concernant mes choix artistiques, j'ai appris à considérer les choses plus simplement. Je vous présente cette collection de ballades sans distractions, sans tabours ni trompettes. Des anciennes, des nouvelles. Toutes viennent du fond de mon cœur."
Les trois inédits qui figurent sur l'album sont une reprise de I Want You de Marvin Gaye et deux chansons écrites en septembre 1995 avec David Foster : One More Chance et You'll See. C'est cette dernière qui a été annoncée comme premier extrait de la compilation sur le site officiel de Warner Bros. Records, le 18 octobre 1995.

## Composition
L'instrumentation de You'll See comporte des carillons et de la guitare flamenca. Les percussions arrivent au bout d'une minute, le début de la chanson faisant la part belle à la voix de Madonna, accompagnée par des cordes synthétiques. Lorsque Madonna a été interrogée sur le sens de la chanson, elle a répondu : "Il s'agit d'avoir confiance en soi-même". Les paroles traitent de l'indépendance à prendre après la fin d'une relation amoureuse, et d'aller vers des jours meilleurs. D'après la partition publiée par One Four Three Music sur Musicnotes.com, "You'll See" est une ballade pop en mi mineur avec un tempo de 120 pulsations par minute. La gamme vocale de Madonna se situe entre Si4 et Sol4. La chanson utilise la progression Mim-Mim-Ré-Mim-Ré.

## Accueil

### Critiques de la presse
"You'll See" a reçu une majorité de critiques positives. Dans Entertainment Weekly, Ken Tucker écrit : "I Want You, You'll See et One More Chance renforcent l'attrait de l'album". Lorsqu'il a critiqué la compilation GHV2 sur MTV, Eric Schumacher-Rasmussen a estimé que l'album souffrait de l'absence de grandes ballades de Madonna, et a cité You'll See comme exemple.

### Succès dans les classements
You'll See a été un succès commercial, atteignant la cinquième place des classements de singles en Autriche, au Canada, en Finlande, en Italie et au Royaume-Uni. Aux États-Unis, la chanson s'est hissée à la sixième place du Billboard Hot 100, ce qui a permis à Madonna de faire partie des artistes qui sont parvenus à classer une chanson à chaque place du Hot 100, les deux seuls autres étant Marvin Gaye et Aretha Franklin. La chanson a terminé 56e du Billboard Year-End Chart en 1996. Verás, la version espagnole, a atteint la vingt-et-unième place du classement Hot Latin Songs de Billboard, ainsi que la dixième place du Latin Pop Airplay, publié par le même magazine. D'après The Official Charts Company, You'll See se situe à la vingtième place des meilleures ventes de singles de Madonna au Royaume-Uni, avec 305 000 exemplaires écoulés.

## Promotion

### Clip vidéo
Le clip de You'll See a été réalisé par Michael Haussman et a été diffusé pour la première fois le 7 novembre 1995. Il s'agit de la suite du clip de Take a Bow, sorti l'année précédente. L'on retrouve le torero Emilio Muñoz, qui maltraitait Madonna dans la première partie de l'histoire. La chanteuse finit par la quitter, le laissant s'apitoyer sur son sort. On la voit sur un banc, dans un train, puis dans un avion, tandis qu'Emilio cherche à la rattraper. Quelques extraits du clip de Take a Bow sont présents, comme un plan ou le torero passe son pouce sur les lèvres de Madonna. C'est la styliste Lori Goldstein qui s'est chargée des costumes.
Le clip accompagnant la version espagnole consiste en un montage de plans du clip original et de plans sur Madonna en studio.
Le clip de You'll See a été nommé aux MTV Video Music Awards en 1996 dans la catégorie Meilleure photographie ("Best cinematography"), et figure sur l'édition DVD de Celebration, sortie en 2009.

### Sur scène et à la télévision
Madonna a interprété You'll See lors de l'émission anglaise Top of the Pops, le 2 novembre 1995. En concert, la chanson n'a été interprétée que lors de certaines dates américaines du Drowned World Tour (2001), Madonna lui préférant Gone, extraite de l'album Music, pour le reste de la tournée.

### Reprise
La chanteuse écossaise Susan Boyle a enregistré sa version de You'll See sur son album I Dreamed a Dreamed, sorti en 2009. Boyle a déclaré aimer cette chansons depuis des années, et l'avoir chantée lorsqu'elle était cruellemenr rejetée des auditions. Cette reprise figure dans le premier épisode de la telenovela brésilienne Ti Ti Ti (2010).

## Versions
| - CD 2 titres États-Unis 1. You'll See (version single) - 4:15 2. You'll See (instrumental) - 4:44 - CD Europe / CD édition limitée Royaume-Uni (avec calendrier 1996) 1. You'll See (version single) - 4:15 2. Rain (version album) - 5:28 3. You'll See (instrumental) - 4:44 | - CD États-Unis 1. You'll See (version single) - 4:15 2. Live to Tell (live 1987) - 8:14 3. You'll See (instrumental) - 4:44 - Maxi 45 tours / CD Maxi États-Unis 1. You'll See (version single) - 4:15 2. You'll See (instrumental) - 4:44 3. Verás - 4:35 4. Live to Tell (live 1987) - 8:14 |

## Crédits
- Écrit par Madonna et David Foster
- Produit et arrangé par Madonna et David Foster
- Claviers : David Foster
- Programmation : Simon Franglen
- Guitare acoustique : Dean Parks
- Guitare électrique : Michael Thompson

## Classements et successions à la première place
| Pays                                   | Meilleure position |
| -------------------------------------- | ------------------ |
| Australie                              | 9                  |
| Autriche                               | 5                  |
| Belgique                               | 45                 |
| Belgique                               | 11                 |
| Canada                                 | 2                  |
| Finlande                               | 2                  |
| France                                 | 24                 |
| Italie                                 | 5                  |
| Nouvelle-Zélande                       | 17                 |
| Pays-Bas                               | 20                 |
| Royaume-Uni                            | 5                  |
| Suède                                  | 6                  |
| Suisse                                 | 8                  |
| États-Unis Billboard Hot 100           | 6                  |
| États-Unis Billboard Mainstream top 40 | 7                  |

| Pays       | Meilleure position |
| ---------- | ------------------ |
| Italie     | 21                 |
| États-Unis | 51                 |

## Compléments